# Enhypen
Enhypen (en hangul, 엔하이픈; romanització revisada del Coreà, enhaipeun; katakana: エ ン ハ イ フ ン), comunament estilitzat com ENHYPEN, és una boy band sud-coreana formada per Belift Lab, una empresa conjunta entre les companyies d'entreteniment Big Hit Entertainment i CJ E&M.

## Història

### Pre Debut
A finals de 2019, CJ E&M i Big Hit Entertainment es van unir per a l'audició global “Belif Global Audition” i així buscar joves per a un grup nou. En el lloc web de Belif Lab van escriure: "Belif Lab cerca als membres d'un grup global d'ídols K-pop que debutarà en 2020. CJ ENM, qui va crear la sèrie ‘Produeix’, i Big Hit Entertainment, qui va trobar i va produir a BTS i TXT, treballaran junts. Amb Seül com a inici el 23 de març, visitarem ciutats nacionals clau, així com diversos llocs a l'estranger". Ells volien trobar rapers, ballarins, cantants, models i actors nascuts entre 1997 i 2008.
El 20 de juliol de 2020 es va començar a transmetre per la cadena Mnet, el programa I-LAND, el xou d'impacte segueix el procés en profunditat de planificació i producció d'un grup de K-pop. Els competidors estan conformats per rapers, ballarins, cantants, atletes, models i actors que van néixer entre 1997-2006. El programa combina les capacitats de producció de contingut de CJ ENM i els coneixements de producció artística de la reeixida companyia Big Hit Entertainment, mostrant el procés dels participants competint i treballant entre ells.
El 18 de setembre de 2020 s'anuncia el nom de l'agrupació provinent del programa I-LAND, Enhypen, el qual tindria tres significats, connexió, descobriment i creixement, al seu torn s'anuncia que estaria integrat per set membres, Heeseung, Jay, Jake, Sunghoon, Sunoo, Jungwon i Ni-Ki. Hores després publiquen el logo del grup i obren les plataformes oficials d'aquest, incloent-hi YouTube, V Live, Weverse i TikTok, així com el calendari de promoció de setembre previ al debut.
Més tard el 13 de novembre, a dues setmanes del seu debut, trien a l'integrant Jungwon com el líder de l'agrupació.

### Nom del club de fans: ENGENE
Té dos significats, el primer és que les fans d'ENHYPEN són els "motors" que els permeten créixer i avançar. El segon és que ENHYPEN i els fans "comparteixen el mateix ADN per a connectar-se, desenvolupar-se i créixer junts".

### 2020: Debut amb Primer Mini Àlbum 'Border: Day One'
El 21 d'octubre es va revelar el primer trailer d'anunci de debut del grup anomenat 'Choose-Chosen', el 24 d'octubre es va revelar el segon trailer anomenat 'Dusk-Dawn' on s'anunciava que el debut del grup seria el 30 de Novembre.
ENHYPEN va realitzar el seu debut amb 'Border: Day One' i el vídeo musical del single principal 'Give-Taken'. A través del canal de BigHit Labels, es va llançar el vídeo de 'Given-Taken', single amb el qual promocionaran el seu debut en els espectacles musicals. El clip comença amb un dels integrants mirant a la cambra, però de sobte comença a sagnar-li el nas. Amb un concepte inspirat en els vampirs, les escenes combinen imatges dels nois enmig d'una escola i en una casa en una altra època, els nois van lluir diferents outfits al llarg del MV, des de vestits antics amb boines, uniformes escolars, vestits negres a joc amb camises amb olanes i peces juvenils modernes.
La lletra de la cançó principal relata el procés de canvi que sofreixen quan es converteixen en vampirs i conviden a deixar o prendre el poder una vegada que els teus ulls es tornen vermells, també mostra que alguns d'ells no estan d'acord amb la vida que viuen, perquè semblen tenir un conflicte mental, fins i tot un dels integrants es desintegra enmig de la carretera sota la llum del sol. ENHYPEN també va mostrar els seus millors passos de ball en una escena sota el cel nocturn mentre són envoltats per ratapinyades.
Van tenir el seu debut en televisió el 30 de novembre a través d'«ENHYPEN DEBUT "SHOW": DAY ONE», en el canal de televisió Mnet.

## Integrants
| Nom artístic | Nom artístic | Nom de naixement | Nom de naixement | Data de naixement                | Lloc de naixement                  | Posició                              |
| Romanització | Hangul       | Romanització     | Hangul           | Data de naixement                | Lloc de naixement                  | Posició                              |
| ------------ | ------------ | ---------------- | ---------------- | -------------------------------- | ---------------------------------- | ------------------------------------ |
| Heeseung     | 희승         | Lee Hee Seung    | 이희승           | 15 d'octubre de 2001 (23 anys)   | Namyangju, Gyeonggi, Corea del Sud | Vocalista principal i ballarí        |
| Jay          | 제이         | Park Jong Seong  | 박종성           | 20 d'abril de 2002 (23 anys)     | Seattle, Estats Units              | Ballarí principal i raper            |
| Jake         | 제이크       | Jake Shim        | 심재윤           | 15 de novembre de 2002 (22 anys) | Brisbane, Australia                | Vocalista i ballarí                  |
| Sunghoon     | 성훈         | Park Sung Hoon   | 박성훈           | 8 de desembre de 2002 (22 anys)  | Namyangju, Gyeonggi, Corea del Sud | Vocalista, visual i ballarí          |
| Sunoo        | 선우         | Kim Sun Woo      | 김선우           | 24 de juny de 2003 (21 anys)     | Suwon, Gyeonggi, Corea del Sur     | Vocalista, visual i ballarí          |
| Jungwon      | 정원         | Yang Jungwon     | 양정원           | 9 de febrer de 2004 (20 anys)    | Corea del Sud                      | Líder, vocalista principal i ballarí |
| Ni-Ki        | 니키         | Nishimura Riki   | 西村リキ         | 9 de desembre de 2005 (19 anys)  | Okayama, Japó                      | Ballarí principal, raper i maknae    |

## Filmografia
- I-LAND (Mnet, 2020)

| Any  | Programa | Cadena | Notes       |
| ---- | -------- | ------ | ----------- |
| 2020 | I-LAND   | Mnet   | 12 episodis |

- ENHYPEN&HI[4] (YouTube, 2020)

| Any  | Programa   | Cadena  | Notes      |
| ---- | ---------- | ------- | ---------- |
| 2020 | ENHYPEN&HI | YouTube | 4 episodis |

## Curiositats
- Van vendre 150.000 còpies del seu primer mini àlbum en només 2 dies de prevendes.
- La cançó "Flicker" del seu primer mini àlbum havia estat anteriorment presentada en I-LAND.
- El dia del seu debut, van registrar una mica més de 220.000 còpies del seu mini àlbum debut en el chart de Hanteo. El mini àlbum va debutar en la posició #1 en el Hanteo Daily Chart.
- El seu vídeo musical debut "Given-Taken" va aconseguir una mica més de 9.300.000 visites en YouTube i 1.700.000 likes en YouTube durant les primeres 24 hores del seu llançament, trencant el rècord per als grups masculins debutats en 2020.